# División de Honor B femenina de rugby 2024-25
La División de Honor B femenina de rugby 2024-25 fue la 8.ª edición de la segunda competición de rugby de España desde su creación en 2017. El torneo es organizado por la Real Federación Española de Rugby, al igual que la máxima categoría.
Para esta temporada, la primera jornada se organizó para el 27 de octubre, mientras que la última fecha de la categoría será el día 18 de mayo de 2025 según el calendario oficial. 

## Sistema de competición
Se juega una primera fase o liga regular a una vuelta entre los ocho equipos durante 7 jornadas, jugando cada equipo 4 partidos en casa y 3 fuera por sorteo puro.
Después, los equipos se dividirán en dos grupos (A y B), lo 4 mejores clasificados (Grupo A) por una parte y los 4 siguientes (Grupo B) por otra, jugando una nueva liga a una vuelta que en realidad será la segunda vuelta entre los equipos de dicho grupo, que ya se habrán enfrentado en la primera vuelta. De manera que, tras las dos fases de liga regular, todos los equipos habrán jugado en casa y fuera contra los equipos de su Grupo (A o B). Además, todos los puntos cuentan en la clasificación (es decir, se arrastran y mantienen los puntos conseguidos en la primera fase).
Tras la liga regular se jugará un play-off por el título (cuartos de final, semifinal y final de la siguiente manera: el 1o y 2o del Grupo A estarán exentos de los cuartos de final, siendo los mismos (QF 1: 3o A – 2o B y QF 2: 4o A – 1o B). Las semifinales serán 1o A – vencedor QF 2 y 2o - vencedor QF 1. Todas las eliminatorias serán a partido único en el campo del equipo mejor clasificado tras la segunda fase, incluida la final, entre los vencederos de los partidos de la eliminatoria de semifinales. 

### Ascensos y descensos
Tras la final de ascenso, el subcampeón jugará una eliminatoria de promoción contra el penúltimo (7o clasificado) de División de Honor Femenina, a un partido en sede neutral a determinar por ambos equipos de mutuo acuerdo y aceptado por la FER. 
El equipo clasificado en última posición (8o clasificado) descenderá a Regional en la temporada 2025/26. El penúltimo (7o clasificado) jugará una eliminatoria de promoción contra el 2o equipo clasificado de la Fase de Ascenso a División de Honor B, a un partido en sede neutral a determinar por ambos equipos de mutuo acuerdo y aceptado por la FER.

### Sistema de puntuación
- Cada victoria suma 4 puntos.
- Cada empate suma 2 puntos.
- Cuatro ensayos en un partido suma 1 punto de bonus.
- Perder por una diferencia de siete puntos o inferior suma 1 punto de bonus.

## Equipos participantes

### Información de los equipos
| Equipo                              | Ciudad                    | Entrenador                                | Estadio                           | Capacidad |
| ----------------------------------- | ------------------------- | ----------------------------------------- | --------------------------------- | --------- |
| Olímpico de Pozuelo R. C.           | Pozuelo de Alarcón        | Federico Grand                            | Valle de las Cañas                | 500       |
| Jabatas Móstoles R. C.              | Móstoles                  | David Ruiz Miguel                         | Parque Deportivo Puerta de Hierro | 1000      |
| Rugby Turia - Les Abelles           | Valencia                  | Jose Delgado Morillo                      | Polideportivo Quatre Carreres     | 500       |
| U. E. Santboiana                    | San Baudilio de Llobregat | Jordi Villalante                          | Estadi Baldiri Aleu               | 3500      |
| P. R. B. Flor de Escocía - U. B. U. | Burgos                    | Álvaro González Garcia                    | C. D. San Amaro                   | 1000      |
| Eibar R. T.                         | Éibar                     | Francisco Javier Agudo Jokin Gorrotxategi | Polideportivo de Ipurua           | 1000      |
| C. R. Atlético Portuense            | El Puerto de Santa María  | José Israel Guillermo Jose Suano          | Ciudad Deportiva Rafael Sánchez   | 4000      |
| CEFA - Unizar Rugby                 | Zaragoza                  | Juan Jose Azcona                          | Estadio José Manuel Juan Boix     | 300       |

## Clasificación
Para la leyenda tener en cuenta en todos el siguiente cuadro.
|  | Clasificados para las semifinales del play off por el ascenso      |
|  | Clasificados para los cuartos de final del play off por el ascenso |
|  | Promoción de descenso a ligas regionales                           |
|  | Descenso a ligas regionales                                        |
|  | Campeón 2024/25                                                    |
|  | (A) Ascendidos de divisiones regionales para esta temporada        |
|  | (D) Descendido de División de Honor femenina para esta temporada   |

Pts = Puntos totales; PJ = Partidos Jugados; G = Partidos Ganados; E = Partidos Empatados; P = Partidos Perdidos;
TF = Tantos a favor; TC = Tantos en contra; DT = Diferencia de tantos; EF = Ensayos a favor; EC = Ensayos en contra; DE = Diferencia de ensayos; PBO = Bonus ofensivos; PBD = Bonus defensivos

### Primera fase
|                                                                | Equipo                              | Puntos | J | G | E | P | PF  | PC  | DP   | EF | EC | DE  | BO | BD |
| -------------------------------------------------------------- | ----------------------------------- | ------ | - | - | - | - | --- | --- | ---- | -- | -- | --- | -- | -- |
| 1                                                              | Rugby Turia - Les Abelles           | 30     | 7 | 6 | 0 | 1 | 196 | 46  | 150  | 32 | 7  | 25  | 5  | 1  |
| 2                                                              | Eibar R. T.                         | 27     | 7 | 6 | 0 | 1 | 144 | 57  | 87   | 24 | 8  | 16  | 3  | 0  |
| 3                                                              | Olímpico de Pozuelo R. C. (D)       | 26     | 7 | 5 | 0 | 2 | 244 | 60  | 184  | 40 | 7  | 33  | 5  | 1  |
| 4                                                              | P. R. B. Flor de Escocía - U. B. U. | 18     | 7 | 4 | 0 | 3 | 127 | 144 | -17  | 20 | 24 | -4  | 1  | 1  |
| 5                                                              | U. E. Santboiana                    | 17     | 7 | 4 | 0 | 3 | 124 | 203 | -79  | 14 | 34 | -20 | 0  | 1  |
| 6                                                              | C. R. Atlético Portuense            | 9      | 7 | 2 | 0 | 5 | 70  | 182 | -112 | 14 | 26 | -12 | 1  | 0  |
| 7                                                              | Jabatas Móstoles R. C. (A)          | 5      | 7 | 1 | 0 | 6 | 79  | 182 | -103 | 11 | 31 | -20 | 0  | 1  |
| 8                                                              | CEFA - Unizar Rugby (A)             | 1      | 7 | 0 | 0 | 7 | 78  | 188 | -110 | 11 | 29 | -18 | 0  | 1  |
| Fuente: Federación Española de Rugby; actualización automática |                                     |        |   |   |   |   |     |     |      |    |    |     |    |    |

### Segunda fase

#### Grupo A
|                                                                | Equipo                              | Puntos | J  | G | E | P | PF  | PC  | DP  | EF | EC | DE | BO | BD |
| -------------------------------------------------------------- | ----------------------------------- | ------ | -- | - | - | - | --- | --- | --- | -- | -- | -- | -- | -- |
| 1                                                              | Olímpico de Pozuelo R. C. (D)       | 40     | 10 | 8 | 0 | 2 | 339 | 72  | 267 | 56 | 9  | 47 | 7  | 1  |
| 2                                                              | Rugby Turia - Les Abelles           | 39     | 10 | 8 | 0 | 2 | 273 | 87  | 186 | 44 | 14 | 30 | 6  | 1  |
| 3                                                              | Eibar R. T.                         | 27     | 10 | 6 | 0 | 4 | 161 | 164 | -3  | 27 | 25 | 2  | 3  | 0  |
| 4                                                              | P. R. B. Flor de Escocía - U. B. U. | 22     | 10 | 5 | 0 | 5 | 152 | 198 | -46 | 23 | 32 | -9 | 1  | 1  |
| Fuente: Federación Española de Rugby; actualización automática |                                     |        |    |   |   |   |     |     |     |    |    |    |    |    |

#### Grupo B
|                                                                | Equipo                     | Puntos | J  | G | E | P | PF  | PC  | DP   | EF | EC | DE  | BO | BD |
| -------------------------------------------------------------- | -------------------------- | ------ | -- | - | - | - | --- | --- | ---- | -- | -- | --- | -- | -- |
| 1                                                              | C. R. Atlético Portuense   | 23     | 10 | 5 | 0 | 5 | 187 | 229 | -42  | 31 | 33 | -2  | 3  | 0  |
| 2                                                              | U. E. Santboiana           | 17     | 10 | 4 | 0 | 6 | 139 | 389 | -250 | 17 | 64 | -47 | 0  | 1  |
| 3                                                              | CEFA - Unizar Rugby (A)    | 11     | 10 | 2 | 0 | 8 | 169 | 213 | -44  | 25 | 32 | -7  | 1  | 2  |
| 4                                                              | Jabatas Móstoles R. C. (A) | 10     | 10 | 2 | 0 | 8 | 174 | 242 | -68  | 26 | 40 | -14 | 1  | 1  |
| Fuente: Federación Española de Rugby; actualización automática |                            |        |    |   |   |   |     |     |      |    |    |     |    |    |

## Fase de Ascenso

### Cuartos de final
| División de Honor B femenina de España (Fase de Ascenso); 27 de abril de 2025 | Eibar R. T. | 48 - 5 | U. E. Santboiana | Polideportivo de Ipurúa, Éibar |  |
|                                                                               |             |        |                  | Árbitro(s): Marc Truyol        |  |

| División de Honor B femenina de España (Fase de Ascenso); 27 de abril de 2025 | P. R. B. Flor de Escocía - U. B. U. | 20 - 17 | C. R. Atlético Portuense | C. D. San Amaro, Burgos             |  |
|                                                                               |                                     |         |                          | Árbitro(s): Francisco Jesús Gazquez |  |

### Semifinales
| División de Honor B femenina de España (Fase de Ascenso); 3 de mayo de 2025 | Olímpico de Pozuelo R. C. | 76 - 0 | P. R. B. Flor de Escocía - U. B. U. | Valle de las Cañas, Pozuelo de Alarcón |  |
|                                                                             |                           |        |                                     | Árbitro(s): Juan María Escudero        |  |

| División de Honor B femenina de España (Fase de Ascenso); 4 de mayo de 2025 | Rugby Turia - Les Abelles | 6 - 31 | Eibar R. T. | Polideportivo Quatre Carreres, Valencia |  |
|                                                                             |                           |        |             | Árbitro(s): Silvia Garrido              |  |

### Final
| División de Honor B femenina de España (Fase de Ascenso); 18 de mayo de 2025 | Olímpico de Pozuelo R. C. | 17 - 12 | Eibar R. T. | Valle de las Cañas, Pozuelo de Alarcón |  |
|                                                                              |                           |         |             | Árbitro(s): Daniel Sarrión             |  |

| Por un resultado global favorable de 17 - 12: Asciende a la División de Honor Femenina para la temporada 2025-26: Olímpico de Pozuelo R. C. |

### Promoción Liga Iberdrola/División Honor B
| División de Honor B femenina de España (Promoción a DH); 25 de mayo de 2025 | CRAT Residencia Rialta A Coruña | 29 - 5 | Eibar R. T. | Las Mestas, Gijón                |  |
|                                                                             |                                 |        |             | Árbitro(s): David Joaquín Castro |  |

## Promoción Descenso a Regional
| División de Honor B femenina de España (Promoción a DHB); 31 de mayo de 2025 | CEFA - Unizar Rugby | 17 - 24 | Barcelona U. C. | Polideportivo Quatre Carreres, Valencia |  |
|                                                                              |                     |         |                 | Árbitro(s): Lorena Martínez Fernández   |  |